# Kylie Lambert
Kylie Lambert (* 16. Juni 2004) ist eine belgische Sprinterin und Hürdenläuferin, die sich auf die 400-Meter-Distanz spezialisiert hat.

## Sportliche Laufbahn
Erste internationale Erfahrungen sammelte Kylie Lambert im Jahr 2023, als sie bei den U20-Europameisterschaften in Jerusalem mit 59,76 s im Halbfinale im 400-Meter-Hürdenlauf ausschied. 2025 belegte sie bei den World University Games in Bochum in 3:23,62 min mit der belgischen Mixed-Staffel über 4-mal 400 Meter.
2023 wurde Lambert belgische Meisterin in der 4-mal-200-Meter-Staffel.

## Persönliche Bestzeiten
- 400 Meter: 53,53 s, 25. Mai 2024 in Brüssel
  - 400 Meter (Halle): 54,39 s, 15. Februar 2023 in Liévin
- 400 m Hürden: 57,59 s, 16. Juli 2023 in Châteauroux